# Suiza en los Juegos Europeos
Suiza en los Juegos Europeos está representada por la Asociación Olímpica Suiza, miembro de los Comités Olímpicos Europeos. Ha obtenido un total de 49 medallas: 17 de oro, 12 de plata y 20 de bronce.

## Medalleros

### Por edición
| Evento        | Oro | Plata | Bronce | Total |
| ------------- | --- | ----- | ------ | ----- |
| Bakú 2015     | 7   | 4     | 4      | 15    |
| Minsk 2019    | 3   | 3     | 4      | 10    |
| Cracovia 2023 | 7   | 5     | 12     | 24    |
| TOTAL         | 17  | 12    | 20     | 49    |

### Por deporte
| Evento         | Oro | Plata | Bronce | Total |
| -------------- | --- | ----- | ------ | ----- |
| Atletismo      | 2   | 0     | 2      | 4     |
| Bádminton      | 0   | 0     | 1      | 1     |
| Ciclismo       | 4   | 4     | 5      | 13    |
| Escalada       | 0   | 0     | 1      | 1     |
| Esgrima        | 0   | 1     | 0      | 1     |
| Fútbol playa   | 1   | 0     | 1      | 2     |
| Gimnasia       | 2   | 1     | 1      | 4     |
| Judo           | 0   | 0     | 1      | 1     |
| Kickboxing     | 0   | 0     | 2      | 2     |
| Karate         | 0   | 1     | 2      | 3     |
| Piragüismo     | 0   | 1     | 0      | 1     |
| Saltos         | 1   | 0     | 1      | 2     |
| Salto en esquí | 0   | 0     | 1      | 1     |
| Tiro           | 5   | 4     | 0      | 9     |
| Tiro con arco  | 0   | 0     | 1      | 1     |
| Triatlón       | 1   | 0     | 1      | 2     |
| Vóley playa    | 1   | 0     | 0      | 1     |
| TOTAL          | 17  | 12    | 20     | 49    |